# Mordellistena infima
Mordellistena infima es una especie de coleóptero de la familia Mordellidae.

## Distribución geográfica
Habita en Estados Unidos.